# Farnhamville (Iowa)
Farnhamville es una ciudad ubicada en el condado de Calhoun en el estado estadounidense de Iowa. En el Censo de 2010 tenía una población de 371 habitantes y una densidad poblacional de 217,04 personas por km².

## Geografía
Farnhamville se encuentra ubicada en las coordenadas 42°16′35″N 94°24′28″O / 42.27639, -94.40778. Según la Oficina del Censo de los Estados Unidos, Farnhamville tiene una superficie total de 1.71 km², de la cual 1.69 km² corresponden a tierra firme y (1.06%) 0.02 km² es agua.

## Demografía
Según el censo de 2010, había 371 personas residiendo en Farnhamville. La densidad de población era de 217,04 hab./km². De los 371 habitantes, Farnhamville estaba compuesto por el 98.38% blancos, el 0% eran afroamericanos, el 0.27% eran amerindios, el 0.27% eran asiáticos, el 0.27% eran isleños del Pacífico, el 0% eran de otras razas y el 0.81% pertenecían a dos o más razas. Del total de la población el 0% eran hispanos o latinos de cualquier raza.